# Sloveniens PrvaLiga
Sloveniens PrvaLiga (slovensk: Prva slovenska nogometna liga) er den bedste fodboldrække for herrer i Slovenien. Ligaen blev dannet i 1991, samme år som uafhængigheden fra Jugoslavien, og et år fra dannelsen af Sloveniens fodboldforbund. Sloveniens PrvaLiga er en fodboldliga med 10 hold, der spiller 36 spillerrunder på en sæson, fordelt på to kalenderår. De spiller fra juli til maj.
Klubben, der vinder Sloveniens PrvaLiga, bliver slovensk mester, og får derfor muligheden for at repræsentere Slovenien i UEFA Champions League, hvor holdet går ind i anden kvalifikationsrunde. Med grundlag i UEFAs liste over bedste fodboldigaer, får anden- og tredjepladsen ikke en plads i UEFA Champions League, men derimod går de til UEFA Europa Leagues første kvalifikationsrunde.
Sidstepladsen i Sloveniens PrvaLiga rykker ned i Sloveniens PrvaLiga II, mens førstepladsen i andendivision rykker op. Nummer 9 i Sloveniens PrvaLiga spiller play-off mod nummer to i Sloveniens PrvaLiga II, om den sidste plads i Sloveniens PrvaLiga.

## PrvaLiga-klubber (2019-20)[1]
| #   | Klubber         | Placering | 2018–19 |
| --- | --------------- | --------- | ------- |
| 1.  | „Maribor“       | 1.        | 1. SNL  |
| 2.  | „Olimpija“      | 2.        | 1. SNL  |
| 3.  | „Domžale“       | 3.        | 1. SNL  |
| 4.  | „Mura“          | 4.        | 1. SNL  |
| 5.  | „Celje“         | 5.        | 1. SNL  |
| 6.  | „Aluminij“      | 6.        | 1. SNL  |
| 7.  | „Rudar“         | 7.        | 1. SNL  |
| 8.  | „Triglav“       | 8.        | 1. SNL  |
|     |                 |           |         |
| 9.  | NK Bravo        | 1.        | 2. SNL  |
| 10. | NK Tabor Sežana | 2.        | 2. SNL  |